# Ebroin
Ebroin také Hebroin (7. století - 681) byl franský majordomus královského paláce v Neustrii od roku 658 až do roku 673, kdy byl sesazen. Podruhé se k moci dostal v letech 675 až 680. Svou kariéru v Neustrii, která byla násilná a despotická se snažil rozšířit i na Burgundsko a Austrasii, čímž chtěl ovládnout celou Franskou říši.

## Životopis
Po Dagobertově smrti začal úpadek merovejské dynastie. Skutečnou moc v říši postupně převzali majordomové, kteří byli jakousi „mocí za trůnem“ a která pozici merovejských králů oslabila natolik, že byli označení jako králové ničeho. V říši nastal chaos a boj o moc.
O původu Ebroina se nedochovaly žádné zdroje. Podle Liber Historiae Francorum byl do úřadu jmenován po smrti majordoma Erchinoalda v roce 658 Franskou radou. Krátce předtím zemřel Sigibert III. král Austrasie, čehož využil Grimoald Starší, majordomus Austrasie a uzurpoval královský trůn pro svého syna Childeberta Adoptovaného, který patrně nebyl merovejského původu a tudíž byl v sousední Neustrii považován za nelegitimního nástupce. Tato uzurpace se Ebroinovi a neustrijské aristokracii nelíbila natolik, že ve jménu Chlodvíka II., krále Neustrie Grimoalda zadrželi, nechali dopravit do Paříže a v roce 656 nebo 657 v žaláři popravit. Grimoaldova syna Childeberta se podařilo zadržet a popravit až v roce 661. Na uvolněný trůn v Austrasii dosadili Chlodvíkova nástupce v Neustrii Chlothara III., čímž chtěl Ebroin uchvátit Austrasii. Jeho rozpínání v Austrasii, ale netrvalo dlouho. Již v roce 662 se dostal do sporu s austriánskou aristokracií, která chtěla zůstat nezávislá. Do sporu se zapojila i Chimnechilda, vdova po Sigibertovi III., která chtěla využít dědičných práv pro své potomky. Neustrijská šlechta si proto na trůn zvolila nedospělého Childericha II., kterého Chimnechilda oženila se svojí dcerou Bilichildou. Austrasie měla znovu vlastního krále, za kterého spravoval státní záležitosti Wulfoald, majordomus Austrasie.
Ebroin se snažil udržet si moc alespoň v Burgundsku a Neustrii s pomocí krále Theudericha III., ale i burgundští šlechtici si chtěli zachovat nezávislost a vyvolali povstání vedené Leodegarem, biskupem v Autunu, během něhož Ebroina zadrželi a kolem roku 673 internovali v klášteře Luxeuil. Následně zveřejnili proklamaci, v niž bylo ujednáno, že každé království by mělo dodržovat své vlastní zákony a zvyky, žádný majordomus by neměl vládnout více království a nikdo by neměl vládnout tyranií jako majordomus Ebroin. I když byl Ebroin internován, boj o moc pokračoval, v roce 673 byl burgundský vůdce Leodegar poražen austrasiánským vojskem vedeným majordomem Wulfoaldem a také internován v klášteře Luxeuil. Ještě v témže roce oba internovaní rivalové využili obecné anarchie v říši k útěku z kláštera. Oba hledali podporu u merovejských králů a brzy se oba znovu postavili proti sobě. Ebroin v Austrasi jmenoval na trůn falešného merovejského krále Chlodvíka III. Leodegar byl v bojích o moc poražen u Autunu, donucený se vzdát a v žaláři byl oslepen. Jeho život skončil po těžkém mučení 2. října 679. Církev ho později svatořečila.
Po smrti svého dlouholetého rivala začal Ebroin šířit svou moc do Burgundska. V posledních letech svého života, porazil nového austrasiánského majordoma Pipina II. v bitvě u Lucofaa. Jeho rozpínavost byla krutá a násilná, takže již roce 681 byl zavražděn. Stal se obětí útoku jeho nesčetných nepřátel. Za jeho vraha je považován šlechtic jménem Ermenfrid. Jeho smrt znamenala konec neustrijské převahy ve Franské říši.
Jeho nástupcem v úřadu majordoma v Neustrii byl Waratto. Ebroin měl syna jménem Bobo, o kterém se nedochovaly žádné další informace. Dalším potomkem by mohl být hrabě Ebroin, který v letech 721 a 722 poskytl Austrasii dobytek a dary četného zboží.